# Burg Bärnegg
Die Burg Bärnegg ist die Ruine einer Höhenburg bei Elsenau, in der Gemeinde Schäffern im Wechselland, in der Oststeiermark. Sie steht unter Denkmalschutz (Listeneintrag).
Sie wurde im späten 12. Jahrhundert errichtet und im Jahre 1312 das erste Mal urkundlich erwähnt. Besitzer der Burg waren die adeligen Familien der Perner, derer von Teuffenbach  sowie von Reichenberg und von Rindsmaul. Im 17. Jahrhundert wurde der Arkadenhof erweitert und 1703 wurde eine Schlosskapelle errichtet. Die Burg Bärnegg ist erst in den letzten Jahrzehnten zur Ruine verfallen.